# Родригес, Карлос Марио
Карлос Марио Родригес Торрес (исп. Carlos Mario Rodríguez Torres; род. 30 января 1995 года, Фонсека, Колумбия) — колумбийский футболист, полузащитник клуба «Форталеса Сипакира». Выступает за «Унион Магдалена» на правах аренды.

## Клубная карьера
Родригес — воспитанник клуба «Мильонариос». В 2013 году для получения игровой практики Карлос на правах аренды перешёл в «Атлетико Кали». 24 июля в матче против «Университарио Попаян» он дебютировал в колумбийской Примере B. В этом же поединке Родригес забил свой первый гол за «Атлетико Кали». В 2015 году, так и не дебютировав за «Мильонариос» Карлос перешёл в «Форталеса Сипакира». 31 октября в матче против «Боготы» он дебютировал за новую команду. 25 ноября в поединке против «Унион Магдалена» Родригес сделал «дубль», забив свои первые голы за «Форталесу». По итогам сезона Карлос помог клубу выйти в элиту. 30 января в матче против «Хагуарес де Кордоба» он дебютировал в Кубке Мустанга.
В начале 2017 года Карлос перешёл в мексиканскую «Пуэблу». 30 января в матче против «Сантос Лагуна» он дебютировал в мексиканской Примере.